# Ridens et dunes hydrauliques du détroit du Pas-de-Calais
Ridens et dunes hydrauliques du détroit du Pas-de-Calais este o arie protejată (sit de importanță comunitară — SCI) din Franța întinsă pe o suprafață de 68.245 ha, integral marine.

## Localizare
Centrul sitului Ridens et dunes hydrauliques du détroit du Pas-de-Calais este situat la coordonatele 50°40′06″N 1°14′55″E / 50.66833°N 1.24861°E.

## Înființare
Situl Ridens et dunes hydrauliques du détroit du Pas-de-Calais a fost declarat arie specială de conservare în baza directivei 92/43 din 1992 referitoare la conservarea habitatelor naturale și a faunei și florei sălbatice pentru a proteja 3 specii de animale.

## Biodiversitate
Situată în ecoregiunea atlantică, aria protejată conține 2 habitate naturale: Bancuri de nisip acoperite în permanență slab de apă marină, Recifuri.
La baza desemnării sitului se află mai multe specii protejate de  mamifere (3): Halichoerus grypus, focă obișnuită (Phoca vitulina), marsuin (Phocoena phocoena).